# هیچکاک (فیلم)
هیچکاک (انگلیسی: Hitchcock) فیلمی در ژانر زندگی‌نامه‌ای و کمدی-درام است که در سال ۲۰۱۲ منتشر شد.

## بازیگران
- آنتونی هاپکینز
- اسکارلت جوهانسون
- تونی کولت
- دنی هوستون
- جسیکا بیل
- میکائیل وینکات
- کرتوود اسمیت
- کوری گراهام
- فرانک کولیسون
- جودیت هوگ
- ریچارد پورتنو